# Вудгалл (Іллінойс)
Вудгалл (англ. Woodhull) — селище (англ. village) в США, в окрузі Генрі штату Іллінойс. Населення — 754 особи (2020).

## Географія
Вудгалл розташований за координатами 41°10′43″ пн. ш. 90°19′19″ зх. д. / 41.17861° пн. ш. 90.32194° зх. д. (41.178574, -90.322045).  За даними Бюро перепису населення США в 2010 році селище мало площу 2,14 км², уся площа — суходіл.

## Демографія
Згідно з переписом 2010 року, у селищі мешкало 811 особа в 347 домогосподарствах у складі 239 родин. Густота населення становила 380 осіб/км².  Було 374 помешкання (175/км²).
Расовий склад населення:
| - 97,9 % — білих - 0,9 % — чорних або афроамериканців - 0,1 % — корінних американців |

До двох чи більше рас належало 0,7 %. Частка іспаномовних становила 2,3 % від усіх жителів.
За віковим діапазоном населення розподілялося таким чином: 21,7 % — особи молодші 18 років, 58,3 % — особи у віці 18—64 років, 20,0 % — особи у віці 65 років та старші. Медіана віку мешканця становила 43,7 року. На 100 осіб жіночої статі у селищі припадало 98,8 чоловіків;  на 100 жінок у віці від 18 років та старших — 96,0 чоловіків також старших 18 років.
Середній дохід на одне домашнє господарство  становив 60 809 доларів США (медіана — 57 188), а середній дохід на одну сім'ю — 69 201 долар (медіана — 70 556). Медіана доходів становила 50 795 доларів для чоловіків та 38 750 доларів для жінок. За межею бідності перебувало 13,3 % осіб, у тому числі 23,8 % дітей у віці до 18 років та 9,5 % осіб у віці 65 років та старших.
Цивільне працевлаштоване населення становило 504 особи. Основні галузі зайнятості: освіта, охорона здоров'я та соціальна допомога — 19,6 %, виробництво — 13,5 %, роздрібна торгівля — 11,5 %.